# Coprophanaeus christophorowi
Coprophanaeus christophorowi là một loài bọ cánh cứng trong họ Bọ hung (Scarabaeidae).